# Omri Afek
Omri Afek - em hebraico: עמרי אפק (Kiryat Ono, 31 de março de 1979) é um futebolista israelense.
Jogou por Hapoel Kiryat Ono, Hapoel Tel Aviv, Maccabi Jaffa (por empréstimo), Racing Santander, Salamanca (também por empréstimo), Beitar Jerusalém, Maccabi Haifa e Bnei Yehuda, onde atua desde 2009.